# Frederico Henrique, Príncipe de Orange
Frederico Henrique de Orange-Nassau (Delft, 29 de janeiro de 1584 – Haia, 14 de março de 1647) foi príncipe de Orange. Era o filho mais novo de Guilherme I, príncipe de Orange e de sua quarta esposa Luísa de Coligny.

## Biografia
Em 1625, sucedeu, no principado de Orange, como estatuder da Holanda, Zelândia, Guéldria, Utrecht e Overijssel na República Holandesa de 1625 até sua morte em 1647  - nos últimos sete anos de sua vida, ele também foi o estatuder  de Groningen (1640-1647) - ao irmão Maurício de Nassau, que o havia educado na arte da guerra.
Como o principal soldado nas guerras holandesas contra a Espanha, sua principal conquista foi o cerco bem sucedido de 's-Hertogenbosch em 1629. Era a principal base espanhola e uma cidade bem fortificada protegida por uma guarnição espanhola experiente e por formidáveis defesas de água. Sua estratégia foi a neutralização bem sucedida da ameaça de inundação da área em torno de 's-Hertogenbosch e sua captura do armazém espanhol em Wesel.

## Família
Casou, em 1625, com a condessa Amália de Solms-Braunfels (1602-1675), filha de João-Alberto I Conde de Solms-Braunfels. Tiveram nove filhos:
- Guilherme II de Orange (1626-1650, pai do rei Guilherme III da Inglaterra
- Luísa Henriqueta de Nassau (1627-1667), mãe do rei Frederico I da Prússia
- Henriqueta Amália de Nassau (1628)
- Isabel de Nassau (1630)
- Isabel Carlota de Nassau (1632-1642)
- Albertina Inês de Nassau (1634-1696), que casou com o conde Guilherme Frederico de Nassau-Dietz
- Henriqueta Catarina de Nassau (1637-1708), que casou com o príncipe João Jorge II de Anhalt-Dessau
- Henrique Luís de Nassau (1639)
- Maria Henriqueta (1642-1688), que casou com o príncipe Maurício do Palatinado